# Caenides sophia
Caenides sophia is een vlinder uit de familie van de dikkopjes (Hesperiidae). De soort is voor het eerst wetenschappelijk beschreven als Hypoleucis sophia door William Harry Evans in een publicatie uit 1937.
De soort komt voor in de vochtige bossen van Ivoorkust, Ghana, Nigeria, Kameroen, Centraal Afrikaanse Republiek, Congo-Kinshasa en Oeganda.